# Antoine Drivet
Antoine Drivet est un homme politique français né le 1er septembre 1863 à Louhans en Saône-et-Loire, et décédé le 6 juin 1946 à Feurs, dans la Loire.

## Biographie
Issu d'une famille modeste, il devient sculpteur. Investi en politique, il milite parallèlement au Parti républicain, radical et radical-socialiste. Sous cette étiquette, il est élu député de la Loire lors des élections législatives de 1910. En 1912, il devient maire et conseiller général de Feurs. Il est réélu député en 1914 et conserve ses fonctions locales jusqu'à la chute de la Troisième République.
À nouveau candidat aux élections législatives de 1919, il est battu, mais devient sénateur en 1920, réélu en 1924 et 1933. Il rejoint le groupe de la Gauche démocratique.
Il s'abstient volontairement lors du vote lors de la remise des pleins pouvoirs au Maréchal Pétain le 10 juillet 1940. Le régime de Vichy le révoque alors de ses fonctions locales. Il y est rétabli à la Libération mais meurt peu après.

## Hommages
Une place et un monument lui rendent hommage à Feurs.